# Alfred Hitchcock Presents
Alfred Hitchcock Presents, tijdens de laatste drie seizoenen ook bekend als The Alfred Hitchcock Hour, is een Amerikaanse anthologieserie, die van oktober 1955 tot mei 1965 werd uitgezonden in de Verenigde Staten. De serie telt 10 seizoenen met in totaal 361 afleveringen.
Niet alleen in eigen land was de serie een succes, maar ook in Nederland, Frankrijk en West-Duitsland.

## Opzet
Elke aflevering bevat een ander verhaal, vaak uit het misdaad- of thrillergenre; de twee genres waar Alfred Hitchcock met zijn films ook het bekendst mee werd. Hitchcock verwerkte soms verhaallijnen van zijn films in de afleveringen, zoals The Trouble with Harry.
Elke aflevering wordt ingeleid en afgesloten door Hitchcock zelf. De serie is vooral bekend vanwege het introfilmpje. Bij aanvang ziet men een simpele tekening van Hitchcock. Onder begeleiding van Charles Gounods Marche funèbre d'une marionnette komt Hitchcock ten tonele, waarbij hij eerst enkel te zien is als silhouet en plaats neemt voor de tekening. Daarna begroet hij het publiek. De tekening was door Hitchcock zelf gemaakt. Daarna introduceert hij het verhaal van de betreffende aflevering aan de kijker; vaak vanuit een grotendeels lege studio of vanaf de set waarop de aflevering zal plaatsvinden.
Bij de afsluiting geeft Hitchcock de kijker vaak nog wat extra uitleg om losse eindjes uit het verhaal van die aflevering aan elkaar te knopen.

## Geschiedenis
De serie werd door Hitchcock zelf bedacht. Zijn monologen werden voor hem geschreven door James B. Allardice.
Voor elke aflevering werden twee versies van de intro opgenomen; een voor het Amerikaanse publiek en een voor de Europese markt. De Amerikaanse intro was vaak een parodie op een destijds actuele Amerikaanse gebeurtenis en zou door Europese publiek niet begrepen worden. De Europese versie van de intro drijft vaak de spot met Amerikanen in het algemeen. Tijdens latere seizoenen nam Hitchcock de Europese intro’s van de afleveringen onder andere op in het Duits en Frans.
De serie werd opgenomen in zwart-wit. Oorspronkelijk waren de afleveringen ongeveer 25 minuten lang, maar in 1962 werd dit verdubbeld naar 50 minuten. Daarbij werd de serie hernoemd naar The Alfred Hitchcock Hour. De serie werd van 1955 tot 1960 uitgezonden door CBS. Van 1960 tot 1962 nam NBC de uitzendingen over. Van 1962 tot 1964 werd de serie weer door CBS uitgezonden, en het laatste jaar weer door NBC.
De serie werd van 1955 tot 1963 opgenomen door Revue Studios en de laatste twee jaar door Universal TV. Hitchcock regisseerde slechts 18 van de 363 afleveringen, waaronder slechts een van de 50 minuten durende afleveringen.
De aflevering The Sorcerer's Apprentice werd oorspronkelijk niet uitgezonden omdat NBC het einde te gruwelijk vond.
De serie werd ook na stopzetting nog vaak herhaald op televisie. In 2005 werd het eerste seizoen van de serie uitgegeven op dvd.

## Gastrollen
Veel noemenswaardige acteurs hadden een rol in ten minste één aflevering van de serie, waaronder Ed Asner, Mary Astor, Roscoe Ates, Gene Barry, Ed Begley, Charles Bronson, Edgar Buchanan, John Cassavetes, Jack Cassidy, Dabney Coleman, Joseph Cotten, Bob Crane, Hume Cronyn, Robert Culp, Bette Davis, Francis De Sales, Bruce Dern, Brandon De Wilde, Angie Dickinson, Diana Dors, Robert Duvall, Peter Falk, John Forsythe, Anne Francis, Edmund Gwenn, Sir Cedric Hardwicke, Charles Herbert, Lou Jacobi, Joyce Jameson, Carolyn Jones, Don Keefer, Brian Keith, Jack Klugman, Peter Lawford, Christopher Lee, Cloris Leachman, Peter Lorre, Dayton Lummis, E. G. Marshall, Walter Matthau, Darren McGavin, John McGiver, Steve McQueen, Tyler McVey, Joyce Meadows, Vera Miles, Vic Morrow, Robert Newton, George Peppard, James Philbrook, Sydney Pollack, Judson Pratt, Vincent Price, Robert Redford, Burt Reynolds, William Shatner, Henry Silva, Barbara Steele, Jan Sterling, Dean Stockwell, Jessica Tandy, Dick Van Dyke, Dennis Weaver, Joanne Woodward, Fay Wray en Keenan Wynn.
De acteurs die in de meeste afleveringen speelden waren Patricia Hitchcock (Alfred Hitchcocks dochter), Dick York, Robert Horton, John Williams, Robert H. Harris, Claude Rains, Barbara Baxley, Ray Teal, Percy Helton, Mildred Dunnock en Alan Napier.

## Prijzen
Twee afleveringen van de serie, beide geregisseerd door Hitchcock zelf, werden genomineerd voor Emmy Awards: The Case of Mr. Pelham (1955) met Tom Ewell en Lamb to the Slaughter (1958) met Barbara Bel Geddes.
Regisseur Robert Stevens won een Emmy Award voor de eerste aflevering van het derde seizoen, The Glass Eye (1957).
De aflevering An Unlocked Window (1965) leverde schrijver James Bridges in 1966 een Edgar Award op.

## Vervolg
Tussen 1985 en 1989, reeds na Hitchcocks overlijden, werd er een hernieuwde versie van de serie gemaakt; The New Alfred Hitchcock Presents.